# 陳霆 (明朝)
陳霆（1479年—約1560年），字聲伯、震伯，號水南、两山，浙江德清縣人。明朝官員，學者。

## 生平
成化十五年（1479年）出生。弘治十四年（1501年）辛酉科浙江鄉試第六名舉人。弘治十五年（1502年）聯捷壬戌科會試第一百二十名，三甲第九十五名進士。官刑科给事中。为人耿直。正德元年（1506年）因上書彈劾张瑜，被其同黨劉瑾陷害入狱，隔年謫為六安州判。正德五年劉瑾伏誅，复官刑部主事，次年出任山西提学僉事。正德七年（1512年）辭官回鄉，隐居渚山四十年。嘉靖四十年（1561年）前後去世。

## 著作
工詩詞、古文，著有《仙潭志》、《两山墨谈》、《水南稿》，還有《渚山堂诗话》、《渚山堂词话》等，為明代詩話、詞話的佳作。

## 家族
曾祖陳良；祖父陳安；父陳和，母孫氏。具庆下。